# Claudia Malzahn
Claudia Malzahn (Halle, 23 d'agost de 1983) és una esportista alemanya que va competir en judo, guanyadora d'una medalla de bronze al Campionat Mundial de Judo de 2009 i dues medalles al Campionat Europeu de Judo, plata en 2008 i bronze el 2005.

## Palmarès internacional
| Campionat del món | Campionat del món          | Campionat del món | Campionat del món |
| Any               | Lloc                       | Medalla           | Categoria         |
| ----------------- | -------------------------- | ----------------- | ----------------- |
| 2009              | Rotterdam ( Països Baixos) | 3                 | –63 kg            |
| Campionat Europeu |                            |                   |                   |
| Any               | Lloc                       | Medalla           | Categoria         |
| 2005              | Rotterdam ( Països Baixos) | 3                 | –63 kg            |
| 2008              | Lisboa ( Perú)             | 2                 | –63 kg            |